# The Other Boleyn Girl
The Other Boleyn Girl (en español, Las hermanas Bolena, La otra reina o La otra Bolena) es una película histórica de 2008 dirigida por Justin Chadwick.
El filme es una adaptación cinematográfica de la novela del mismo nombre de Philippa Gregory y de la telemovie de la BBC también basada en el libro. La historia se centra en la vida sentimental de la aristócrata británica del siglo XVI María Bolena, hermana de Ana Bolena y una vez amante del rey Enrique VIII de Inglaterra. 
Su estreno mundial tuvo lugar el 15 de febrero de 2008 en el Festival Internacional de Cine de Berlín a lo que le siguió una première en Londres cuatro días más tarde, momento a partir del cual The Other Boleyn Girl se fue incorporando en las carteleras cinematográficas de todo el mundo llegando a España el día 29 de febrero de 2008, al igual que en Estados Unidos, mientras que en Argentina y México fue en agosto del mismo año, en Chile en octubre, en Perú en noviembre, y en Colombia en diciembre de 2009.

## Argumento
La película trata la discordia que aparece entre dos hermanas, Ana Bolena (Natalie Portman) y María Bolena (Scarlett Johansson), al buscar ambas el afecto del rey de Inglaterra Enrique VIII (Eric Bana). 
Empujados por el ambicioso deseo de mejorar el nivel social y el poder de la familia, el padre de las hermanas, Sir Thomas Bolena y su tío, el duque de Norfolk, organizan un encuentro del rey con las muchachas, aprovechando su insatisfacción con su mujer, Catalina de Aragón (Ana Torrent), incapaz de darle un heredero varón el cual estabilizaría la corona Inglesa. En un primer momento, la escogida para atraer la atención del monarca es Ana, la mayor de las dos hijas de la familia, considerada también la más calculadora y decidida. No obstante, cuando el rey es herido en un accidente de caza indirectamente causado por Ana, se decide que sea precisamente María la encargada de curarle, más tímida y dulce, María tiene éxito donde su hermana no lo ha tenido y conquista al rey. Desde este momento empieza una continua disputa entre ambas: la primera, enamorada y deseosa de conservar el amor del rey, y la segunda, ambiciosa e interesada en mejorar su estatus social.  
Sintiéndose despechada, entonces Ana decidió conseguir su objetivo casándose secretamente con un noble Inglés: Enrique Percy, heredero a un ducado. Su boda le aseguraba un importante papel dentro de esa nobleza. Sin embargo, confiándose a su hermano, Jorge, y este, asimismo a María, la noticia no tarda en ser conocida por su padre y tío. Preocupados por las consecuencias que una boda celebrada sin el consentimiento del Rey podría hacer recaer sobre la reputación de su hermana, Jorge y María les cuentan a sus superiores el secreto de Ana. Estos no dudan en tomar severas medidas: la boda se deberá mantener en estricto secreto puesto que Henry Percy estaba comprometido con otra mujer: Maria Talbott y además el matrimonio de un aristócrata lo debe aprobar el monarca. Además, padre y tío, furiosos ante la irresponsabilidad que ha demostrado Ana, la envían sin demora al exilio de la corte francesa.
Mientras Ana es enviada a Francia caída en desgracia, María deviene la amante del rey; la buena fortuna de los Bolena parece aún más segura cuando la muchacha queda embarazada ante el gozo del monarca. No obstante, a las pocas semanas, María casi pierde al bebé y el médico de palacio le prescribe completo reposo. Estando pues, María recluida en su habitación, el duque de Norfolk hace volver a Ana de Francia para que distraiga al rey durante el confinamiento de su hermana y evite que Enrique VIII se interese por otras mujeres (como Jane Seymour). Ana, sin embargo, se embarca en la exitosa empresa de atraer de nuevo al rey, mostrándose más sofisticada y responsable de lo que había parecido antes. Negándole sus favores sexuales, Ana se asegura el interés de Enrique sonsacándole incluso la promesa de que no se verá con otras mujeres ni tampoco le hablará a su hermana a cambio de convertirse en su amante. De hecho, Ana consigue esta promesa justo después de que María dé a luz a un niño, haciendo que su júbilo por el nacimiento de un varón real se desvanezca.

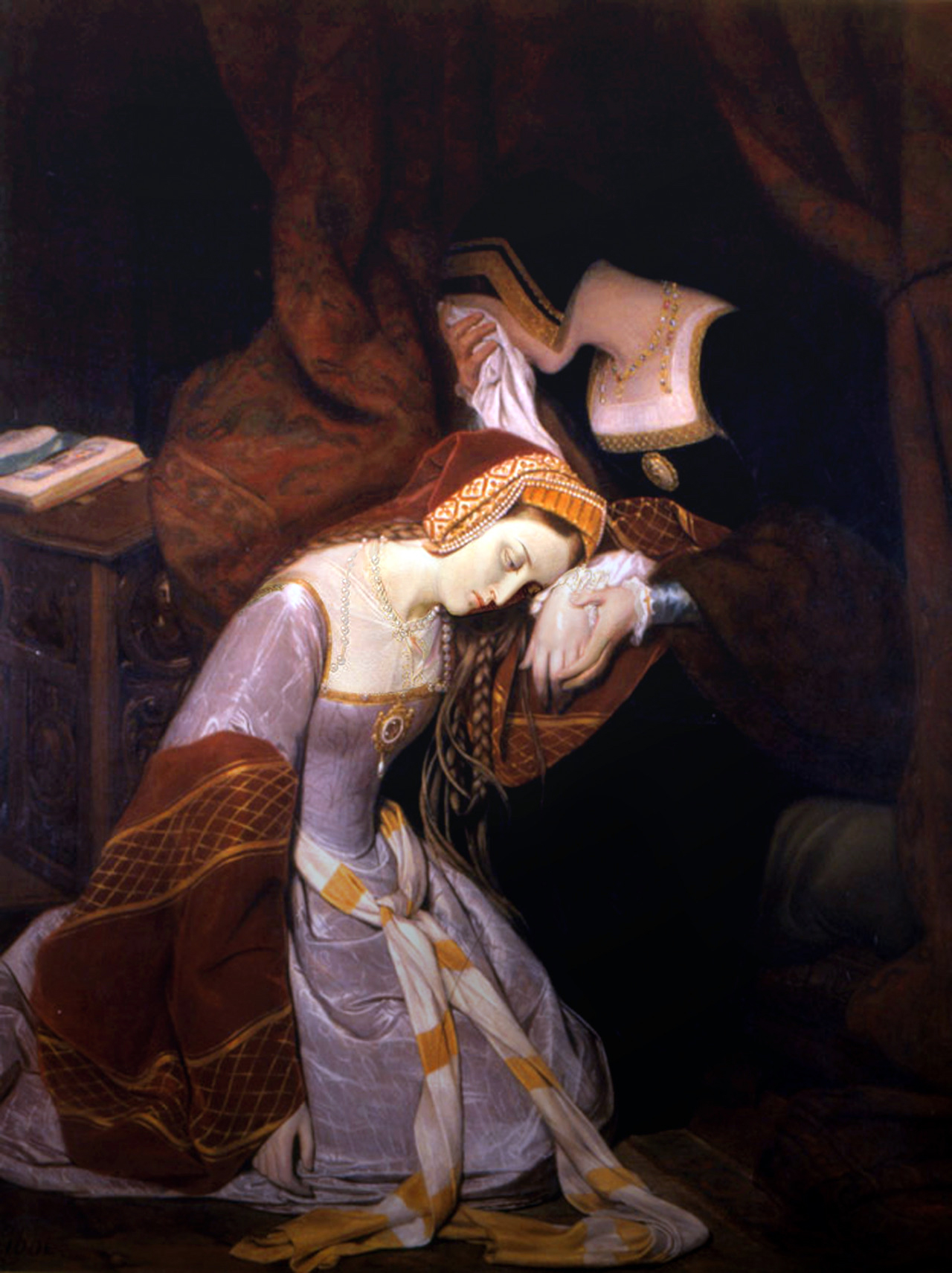
Ana Bolena en la Torre de Londres antes de su ejecución.

La ambición de Ana no tiene límites. Sigue rechazando los avances del Rey hasta que este le promete casarse con ella. Al final, tras un caótico proceso este se divorcia de Catalina rompiendo sus relaciones con la Iglesia de Roma y divide al país que se muestra descontento con la nueva Reina a tal punto de llamarla "bruja". Las hermanas llegan a un punto de reconciliación y María ayuda a su hermana durante su primer embarazo. El bebé nacido, sin embargo, es una niña y, en una situación de insatisfacción en su matrimonio, Ana debe buscar al rey para darle el varón deseado. Afortunadamente, Ana concibe por segunda vez mientras sus relaciones con su esposo, quien le culpa de hundir en la crisis a Inglaterra, se vuelven cada vez más tensas. En este contexto, Ana pierde su segundo bebé y, desesperada ante la presión que recibe del rey para darle un heredero y la tensión política que se vive en Inglaterra, le propone a su hermano George cometer incesto. Horrorizada ante la proposición de Ana, María abandona la corte. Ana y George son incapaces de llevar a cabo el acto. No obstante, la mujer de George, Jane, quien se siente abandonada por su marido, es testigo de su encuentro. Su palabra sirve para arrestar a ambos hermanos quienes son juzgados y, posteriormente, sentenciados a pena de muerte. Al conocer su suerte, María vuelve a la corte para suplicar al rey por la vida de su hermana, puesto que George ya ha sido ejecutado. Enrique parece ablandarse y otorgar su perdón. Pero, a la hora de la verdad, Ana acaba siendo ejecutada ante un gentío frente a la torre de Londres. Consciente de una última promesa que le hizo a su hermana, María va a buscar a su hija y la lleva con ella al campo donde crecerá en un ambiente de armonía. La película termina destacando en un epílogo que sería precisamente esta niña pelirroja de Ana, indeseada por su padre, quien se convertiría en la fuerte y triunfadora heredera que Enrique VIII siempre quería: Isabel I de Inglaterra.

## Reparto
- Natalie Portman como Ana Bolena.
- Scarlett Johansson como María Bolena.
- Eric Bana como Enrique VIII de Inglaterra.
- Andrew Garfield como Francis Weston.
- Jim Sturgess como Jorge Bolena.
- Mark Rylance como Tomás Bolena.
- Kristin Scott Thomas como Elizabeth Howard.
- David Morrissey como Thomas Howard, duque de Norfolk.
- Eddie Redmayne como William Stafford.
- Benedict Cumberbatch como Sir William Carey.
- Ana Torrent como Catalina de Aragón.
- Timothy Spall como Thomas Cranmer.
- Juno Temple como Jane Parker.
- Oliver Coleman como Henry Percy.

## Producción

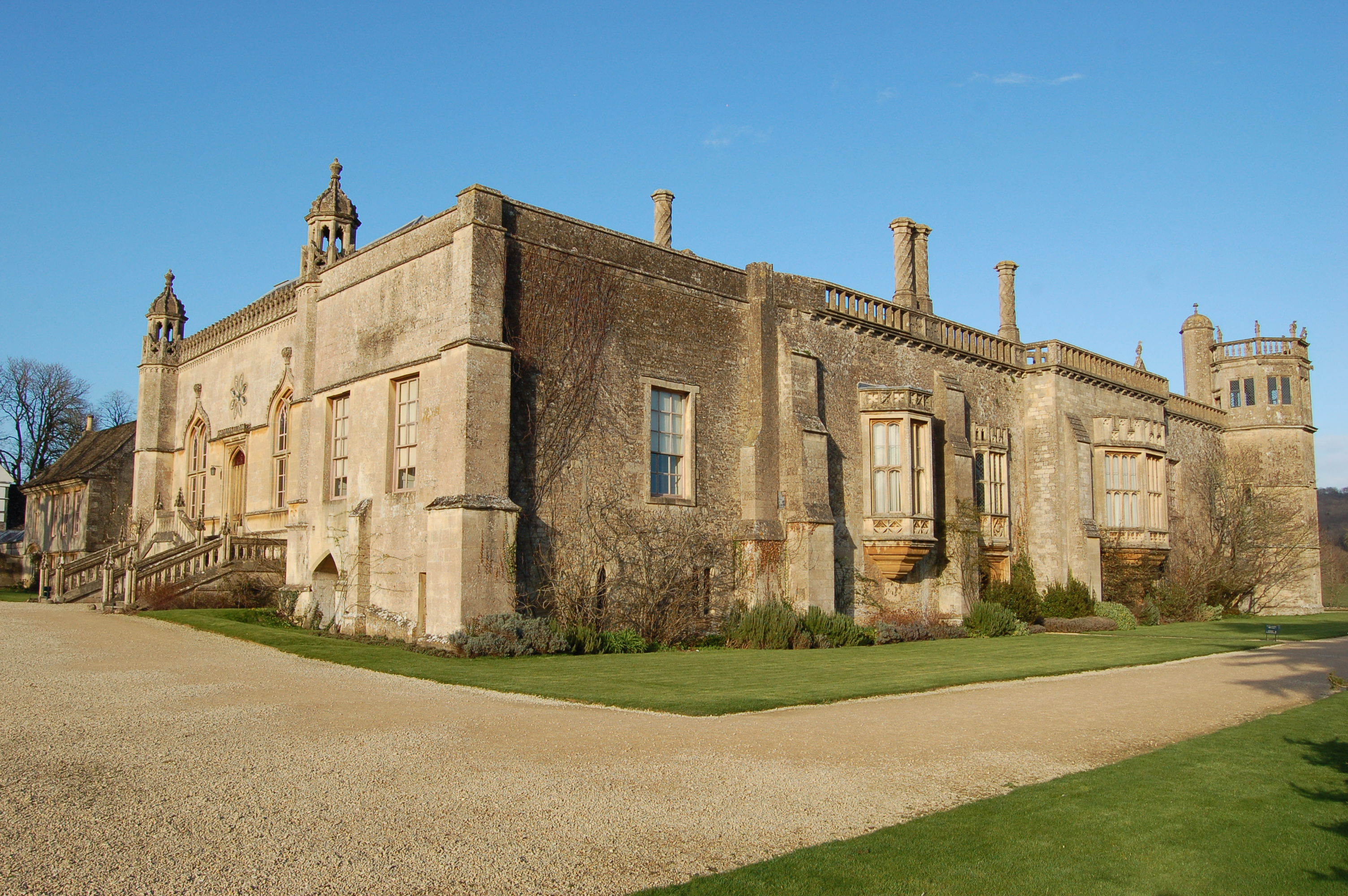
La abadía de Lacock donde se rodó parte de la película.

Para llevar la historia a la gran pantalla, Justin Chadwick se valió de un gran reparto. Según él, la relación principal en Las hermanas Bolena no es la de Ana y Enrique, sino la de Ana y María, dos hermanas que se portan muy mal entre ellas pero que son la mitad la una de la otra. Por ello, para encarnar esta relación de celos y amistad Justin Chadwick escogió a dos premiadas actrices capaces de plasmar esta especie de rivalidad íntima: Scarlett Johansson y Natalie Portman. Eric Bana se unió a las actrices en el papel de Enrique VIII y completaron el elenco Kristin Scott Thomas que interpretó a la madre de las jóvenes, Lady Isabel; el actor Jim Sturgess como su hermano Jorge; Mark Rylance como su padre, Sir Tomás, y David Morrissey como su tío, el duque de Norfolk. 

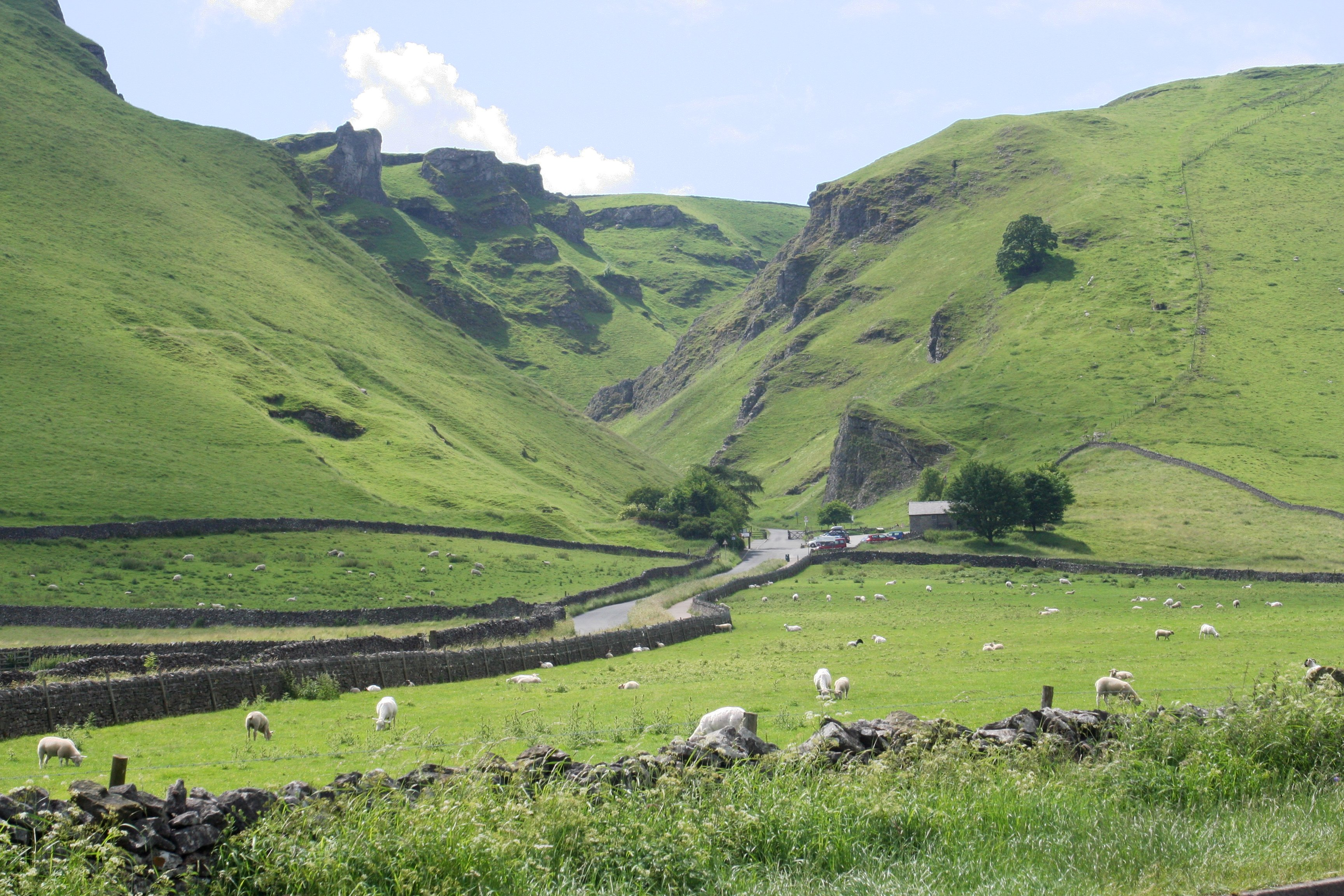
El Distrito de Peak donde se filmaron las escenas rurales.

El equipo técnico que hizo posible la realización de la película también contó con profesionales de gran altura. Así, Peter Morgan, nominado a un Oscar por el guion de The Queen, fue el que adaptó la novela de Philippa Gregory para el cine; la diseñadora ganadora de dos Oscars de la Academia Sandy Powell, quien ya había antes trabajado para películas tan destacadas como Shakespeare in Love, Gangs of New York, El aviador, Mrs. Henderson presenta y The Departed, fue la encargada de preparar el vestuario. Y John-Paul Kelly, premiado por los Emmy, fue el escogido para dirigir el diseño de la producción.
El objetivo del director era rodar lo máximo posible en decorados naturales. De este modo, la mayoría de los exteriores de la película se rodaron en castillos y mansiones de Inglaterra. El problema, sin embargo, fue que gran parte de los palacios que albergaron la corte inglesa y la familia Bolena formaban parte del recorrido turístico y habían sido retocados para acomodar a los visitantes. Con lo cual, ya no tenían la misma atmósfera que durante el reinado de Enrique VIII. Para crear esta difícil ambientación, finalmente, John-Paul Kelly y el director de fotografía, Kieran McGuigan, se decidieron por: la casa y el parque Great Chalfield Manor, cerca de Bath, donde se recreó la casa de los Bolena cuando aún viven lejos de Londres; la abadía de Lacock en Lacock, Wiltshire, la Knole House de Kent y el palacio de Penshurst Place cuyos jardines, claustros y salones sirvieron para representar el Palacio de Whitehall; el Distrito de Peak cuyo paisaje sirvió para las escenas rurales de la película; y el Castillo de Dover en Kent donde se filmó la ejecución de Ana Bolena que, en realidad, tuvo lugar en la Torre de Londres. Pese a este inmenso escenario natural, el aspecto envejecido que requería Justin Chadwick solo se podía obtener construyendo decorados. De esta forma, se edificaron partes del palacio y de la casa de los Bolena en los platós de los estudios Elstree de Londres. 
Para el vestuario, Sandy Powell se basó en los lienzos de Hans Holbein cuyas obras retrataron a la corte de Enrique VIII con gran detalle. Con su equipo se ocupó de diseñar y realizar cientos de trajes fieles a la época Tudor. No obstante, según cuenta la misma diseñadora, para recrear el vestuario de aquella época tuvo que hacer auténticos malabarismos ya que no se dispone de la información y las telas que serían necesarias para hacer la ropa igual que en el siglo XVI, con lo cual, siempre existe una cierta licencia artística. Uno de los puntos claves de la película era mostrar las diferencias entre María Bolena, de carácter dulce e inocente, y su hermana Ana, de temperamento fuerte y más desenvuelta que María. Teniendo en cuenta que no hay mucha variedad en la forma de vestir de la época Tudor, Sandy Powell decidió diferenciarlas a través de los colores.

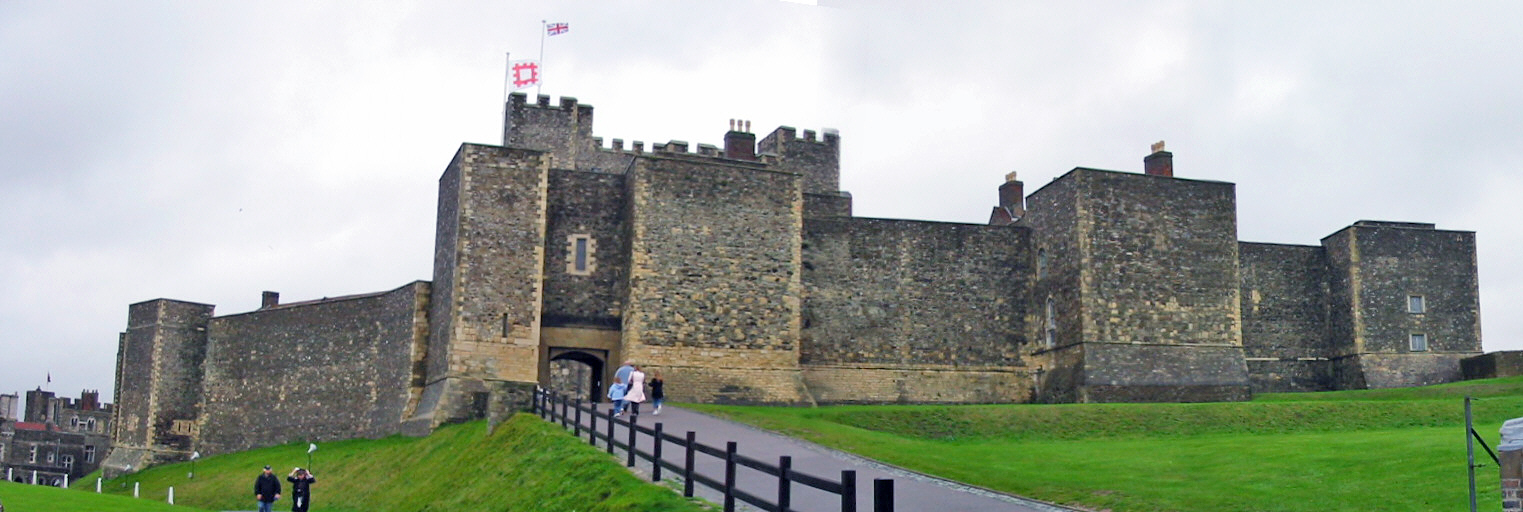
El Castillo de Dover, escenario fictício de la ejecución de Ana Bolena (Natalie Portman).

## Crítica
En general, el filme recibió una mezcla de críticas. La mayoría coincidieron en que esta no era una simple película histórica sino, ante todo, una drama moral sobre la ambición humana y sus límites. Se consideró que, quizás, al conjunto le faltaba entidad argumental, pero también se valoró positivamente el trabajo de fotografía y de vestuario. Respecto al reparto, no se dudó de que esta era una película de mujeres y, por lo tanto, como tal, las que brillaban eran las actuaciones femeninas. Según los críticos, no defraudaron y estuvieron a la altura, aunque también se echó de menos la falta de verdadera tensión entre el rey y Ana Bolena y de esta con su hermana.
En Inglaterra, muchas de las críticas también se centraron en la elección del reparto. Algunos sectores de la prensa inglesa no vieron con muy buenos ojos la decisión de que tres de las grandes figuras inglesas fueran a ser interpretadas por dos americanas (Johansson y Portman) y un australiano (Eric Bana). No obstante, Philippa Gregory, quien actuó de asesora de la película, alabó a los tres actores y a su espíritu de trabajo. Según cuenta ella misma: "Cuando llegué al rodaje me encontré un grupo de lectura. Todos los actores del reparto estaban leyendo, no sólo mi novela La otra Bolena sino también muchas de mis otras obras sobre los Tudor. Especialmente, el libro de Scarlett se encontraba medio roto y con anotaciones en casi todas las páginas".

## Premios
- Nominación a Mejor actriz secundaria para Natalie Portman en los Adapt Awards 2008: 1st semester[8]
- Nominación a Mejor actriz de cine: Drama para Scarlett Johansson en los Teen Choice Awards

## Precisión histórica
- María era mayor que Ana, mientras que en el libro y la película se muestra como si fuera la hija menor.
- En realidad, Ana no fue enviada a Francia como consecuencia de un castigo sino que vivió allí durante parte de su infancia para aprender los modales de la corte, tal y como también hizo su hermana María.
- Antes de ser amante de Enrique VIII de Inglaterra, María supuestamente también había sido concubina del rey Francisco I de Francia además de mantener varias otras relaciones amorosas.
- María era la hija favorita de sus padres y no Ana, como se da a entender en el libro y la película. De hecho, Thomas Boleyn había incluso pensado en enviar a Ana a un convento de monjas porque no sabía qué hacer con ella.
- María tuvo dos hijos, Catherine y Henry Carey, siendo Catherine la mayor. La película solo muestra el nacimiento de Henry aunque al final de la cinta se puede observar también a una niña que juega con él e Isabel.
- Muy probablemente María no estaba en la corte el día que Ana murió y, por supuesto, tampoco fue a hablar con Enrique VIII para implorarle perdón para su hermana.
- En la película la boda de Ana con Henry Percy se mantiene en secreto. No obstante, históricamente, fueron el rey y el cardenal Wolsey quienes lo supieron y separaron a la pareja. Ana y Henry nunca llegaron a casarse aunque supuestamente realizaron un contrato prematrimonial.
- María Bolena no se hizo cargo de Isabel después de la muerte de Ana. De hecho, Isabel ni siquiera estaba en la corte cuando su madre murió. Fue dejada al cuidado de Lady Margaret Bryan hasta que su hermano nació y después fue educada por Katherine Ashley.
- Ana fue juzgada por cometer adulterio con su hermano y también con otros cuatro hombres. Hoy día la mayoría de historiadores considera todas las acusaciones como falsas.